# Valentina Bartolo
Valentina Bartolo (Chivasso, 21 agosto 1981) è un'attrice italiana.

## Biografia
Si avvicina al teatro grazie all'incontro con la regista Pietra Selva Nicolicchia, animatrice del Piccolo teatro Perempruner di Grugliasco ed esordisce all'età di diciassette anni al Teatro Biondo di Palermo diretta da Michele Perriera. Successivamente lavora con la danzatrice e coreografa Michela Lucenti.

### Teatro
Nel 2002 si iscrive alla Scuola del Piccolo Teatro di Milano, diretta da Luca Ronconi, dove prende parte a diversi saggi diretti dal regista: Infinities, Prometeo incatenato, Le Baccanti e Le rane. Si diploma nel 2006 con il saggio finale I soldati di Jakob Michael Reinhold Lenz.
Nel 2006 viene scelta tra gli attori del Progetto Domani, organizzato dal Teatro Stabile di Torino in occasione delle Olimpiadi invernali di Torino.

Prosegue la collaborazione con il Teatro Stabile di Torino lavorando in diverse produzioni tra cui Antigone, per la regia di Walter Le Moli; la lettura scenica de La Didone, sempre diretta da Le Moli; A voi che m'ascoltate, per la regia Victor Arditti; Sogno di una notte di mezza estate, di Mendelssohn, con l'Orchestra del Teatro Regio di Torino diretta dal maestro Gianandrea Noseda; La folle giornata o Il matrimonio di Figaro, per la regia di Claudio Longhi. Nel 2007 ha il ruolo di protagonista in Dossier Ifigenia, diretta da Eli Malka, per il 16º Festival dell'Unione dei Teatri d'Europa.
Nel 2008 viene scelta per interpretare il ruolo di Marija Satova ne I demoni di Dostoevskij per la regia di Peter Stein, ma in seguito a vicende legate a conflitti interni, decide di rinunciare al progetto insieme a diversi colleghi coinvolti.
Continua il suo percorso con il duo Ricci e Forte nello spettacolo 100% furioso, presentato al 12º Festival Internazionale di Andria "Castel dei Mondi".
Nel 2009 lavora con Federico Olivetti ne Il decalogo, liberamente tratto dall'omonima opera cinematografica di Krzysztof Kieślowski; poi in Sallinger di Bernard-Marie Koltès, nell'ambito di un omaggio al drammaturgo francese organizzato dal Teatro di Roma.
Nel 2011, diretta da Fausto Cabra, è protagonista dello spettacolo-monologo multidisciplinare Un cuore allo zoo, liberamente ispirato al racconto Allo zoo con Bruce di Bret Easton Ellis, il cui centro è l'interazione con il pubblico facendo utilizzo di telecamere in presa diretta, video pre-registrati a dare l'illusione di poter seguire parte dello spettacolo fuori dal palco. Presentato all'interno del progetto Vogliamo vivere dell'Associazione PianoInBilico, lo spettacolo ottiene diverse segnalazioni per l'intento drammaturgico.
Ancora per PianoInBilico lavora ne Le relazioni pericolose di Choderlos de Laclos, adattamento e regia di Silvia Giulia Mendola, nel quale interpreta Cécile Volange.

Parallelamente viene scritturata dalla compagnia Horovitz/Paciotto per lo spettacolo Tre famiglie di Israel Horovitz, prodotto e distribuito dal Teatro Stabile dell'Umbria, in tournée nel 2012 e 2013.
Nel 2012 partecipa al laboratorio teatrale di Eimuntas Nekrošius dalle Lettere a Lucilio di Seneca, al termine del quale si è tenuta la restituzione-spettacolo al Teatro Olimpico di Vicenza.
Nel 2013 debutta alla regia con I quaderni di Nisveta dell'autrice italo-bosniaca Elvira Mujcic, nell'ambito del progetto di Alan Alpenfelt I Am Here Now - Racconti dei giovani esuli dalle terre dell'ex Jugoslavia, presentato all'8ª edizione del Festival internazionale ChiassoLetteraria.
Nell'edizione 2014 di ChiassoLetteraria, presenta la lettura scenica de La vita agra di Luciano Bianciardi, per la regia di Giacomo Bisordi; progetto che nel 2015 viene prodotto dalla Fondazione Teatro della Toscana e presentato al Teatro della Pergola di Firenze.

Ancora con il regista Giacomo Bisordi è tra i protagonisti dello spettacolo Amore e resti umani di Brad Fraser, prodotto dalla compagnia Barbaros in collaborazione con Società per attori di Franco Clavari.
Nel luglio 2014 debutta al Festival di Borgio Verezzi con Il vero amico di Carlo Goldoni, regia di Lorenzo Lavia, nel ruolo di Colombina.
Dal 2015 al 2018 interpreta il ruolo di Angelica ne Il malato immaginario di Molière, regia di Andrée Ruth Shammah, produzione Teatro Franco Parenti, protagonisti Gioele Dix e Anna Della Rosa.
Nel 2016, al Teatro India di Roma, è la protagonista Melina in O di uno o di nessuno di Luigi Pirandello, per la regia di Gianluigi Fogacci.

Nel marzo 2017 interpreta Sonja nell'adattamento teatrale di Delitto e castigo a cura di Alberto Oliva e Mino Manni, per il progetto Prospettiva Dostoevskij organizzato dal Teatro Franco Parenti di Milano.

Nel luglio 2017 nell'ambito del progetto Evolution City Show, prodotto dal Centro Teatrale Bresciano, ideato e diretto da Fausto Cabra, prende parte all'itinerario Mondo nuovo senza paura con Francesco Sferrazza Papa.
Nel 2017/2018 è nel cast dello spettacolo ispirato alla figura di Martin Lutero Il giorno di un Dio, scritto e diretto da Cesare Lievi, una coproduzione Stadttheater Klagenfurt, Teatro di Roma, Emilia Romagna Teatro.
Dal 2018 riprende la collaborazione con il Centro Teatrale Bresciano: Indemoniate, nella rassegna Focus attori italiani, diretta da Elisabetta Pozzi (2018); Ti ricorderai di me di Francois Archambault, nella rassegna Focus attori stranieri (2019); Ecuba di Marina Carr, presentato al Teatro Olimpico di Vicenza; La madre della pulzella di Jane Anderson, regia di Elisabetta Pozzi, nel ruolo di Giovanna d'Arco (2019); Lucia e io di Luca Doninelli, che ha debuttato nell'estate 2020 ed è stato ripreso nel 2022;
Troiane di Euripide, regia di Andrea Chiodi, nel ruolo di Andromaca, presentato al Teatro Sociale di Brescia nel settembre 2020, tournée sospesa per pandemia di COVID-19.
Nel periodo di lockdown partecipa alla webserie BS.020 Home Theater. Le voci da dentro del Centro Teatrale Bresciano con due video: Non è un lavoro per femmine, sul formaggio bagòss e La farfalla di Orzi, tributo alla ginnasta Vanessa Ferrari.

### Cinema
La prima esperienza cinematografica è nel 2007 con Ripopolare la reggia (Peopling the Palaces at Venaria Reale) di Peter Greenaway, sulla Reggia di Venaria Reale. 
Nel 2011 è protagonista nel film horror The Gerber Syndrome: il contagio, regia di Maxì Dejoie. Nel 2019 nell'opera prima The Nest (Il nido) di Roberto De Feo. 

### Televisione
Per la televisione, dal 2007 al 2013 ha interpretato la genietta Shirin Scintilla nel programma per bambini Melevisione in onda su Rai 3 (2007-2010) e su Rai YoYo (2011-2013).
Nel 2007 ha partecipato alla miniserie Rai Einstein di Liliana Cavani. Nel 2012 ha partecipato alla quarta stagione della serie TV I soliti idioti, per la regia di Enrico Lando, in onda su MTV Italia e alla serie Fuoriclasse, diretta da Riccardo Donna, in onda su Rai 1. 
Nel 2015 ha partecipato a tre episodi della serie Non uccidere, per la regia di Giuseppe Gagliardi, nel ruolo di Monica Ribichini, amica di Lucia Ferro (Monica Guerritore).
Nel 2018 ha partecipato alla campagna ActionAid in occasione della giornata internazionale contro la violenza sulle donne, diretta da Laura Chiossone per Real Time.
Nella stagione 2021-2022 interpreta Veronica Zanatta, compagna di Ezio Colombo (Massimo Poggio), nella sesta stagione de Il paradiso delle signore.

## Filmografia

### Cinema
- Ripopolare la reggia (Peopling the Palaces at Venaria Reale), regia di Peter Greenaway (2007)
- Non ora, non qui, regia di Luca Vigliani (2009) – cortometraggio
- The Gerber Syndrome: il contagio, regia Maxi Dejoie (2011)
- The Nest (Il nido), regia di Roberto De Feo (2019)

### Televisione
- Melevisione – programma per bambini (2007-2013)
- Einstein, regia di Liliana Cavani – miniserie TV (2008)
- I soliti idioti – serie TV (2011)
- Non uccidere – serie TV, episodi 1x04-1x05-1x06 (2015)
- Un passo dal cielo - I guardiani – serie TV, episodio 6x06 (2021)
- Il paradiso delle signore – soap opera (2021-in corso)
- Petra, regia di Maria Sole Tognazzi – serie TV, episodio 2x01 (2022)
- Maschi veri, regia di Letizia Lamartire – serie TV, episodio 8 (2025)

### Pubblicità
- Lines Specialist Lady

## Teatro
- Lo specchio del diavolo, di Giorgio Ruffolo, regia di Luca Ronconi, Piccolo Teatro di Milano (2006)
- Biblioetica. Dizionario per l'uso, di Gilberto Corbellini, Pino Donghi, Armando Massarenti, regia di Luca Ronconi e Claudio Longhi (2006)
- I soldati, di Jakob Michael Reinhold Lenz, regia di Luca Ronconi, Piccolo Teatro di Milano (2006)
- Lettura scenica de La Didone, libretto di Gian Francesco Busenello, regia di Walter Le Moli, Teatro La Fenice di Venezia (2006)
- Antigone, di Sofocle, regia di Walter Le Moli, Teatro Stabile di Torino (2007)
- La folle giornata o Il matrimonio di Figaro, di Pierre-Augustin Caron de Beaumarchais, regia di Claudio Longhi, Teatro Astra di Torino (2007)
- A voi che mi ascoltate, di Loula Anagnostaki, regia di Victor Arditti, Teatro Astra di Torino (2007)
- Sogno di una notte di mezza estate, di Felix Mendelssohn, regia di Walter Le Moli, Teatro Regio di Torino (2007)
- Dossier Ifigenia, da Euripide, adattamento e regia di Elie Malka, Teatro Stabile di Torino (2007)
- 100% furioso, di Stefano Ricci e Gianni Forte, regia di Stefano Ricci (2008)
- Decalogo, di Federico Olivetti e Luciano Colavero, regia di Federico Olivetti (2009)
- Sallinger, di Bernard-Marie Koltès, regia di Claudio Longhi, Teatro India di Roma (2009)
- Un cuore allo zoo, di Fausto Cabra e Valentina Bartolo, regia di Fausto Cabra (2011)
- Le relazioni pericolose, dal romanzo epistolare di Choderlos de Laclos, regia di Silvia Giulia Mendola (2011)
- Tre famiglie, di Israel Horowitz, regia di Andrea Paciotto, Teatro Stabile dell'Umbria (2012)
- Lettere a Lucilio, di Seneca, regia di Eimuntas Nekrošius, Teatro Olimpico di Vicenza (2012)
- I quaderni di Nisveta, di Elvira Mujcic, adattamento e regia di Valentina Bartolo, Chivasso (2013)
- Amore e resti umani, di Brad Fraser, regia di Giacomo Bisordi (2014)
- La vita agra, dal romanzo di Luciano Bianciardi, regia di Giacomo Bisordi, ChiassoLetteraria (2014)
- Il vero amico, di Carlo Goldoni, regia di Lorenzo Lavia, Borgio Verezzi (2014)
- Il malato immaginario, di Molière, regia di Andrée Ruth Shammah, Teatro Franco Parenti di Milano (2015)
- O di uno o di nessuno, di Luigi Pirandello, regia di Gianluigi Fogacci, Teatro India di Roma (2016)
- Giro di vite, dal romanzo di Henry James, adattamento e regia di Antonio Mingarelli (2016)
- Delitto e castigo, di Alberto Oliva e Mino Manni, regia di Alberto Oliva, Teatro Franco Parenti di Milano (2017)
- Evolution City Show, drammaturgia di Marco Archetti, regia di Fausto Cabra, Centro Teatrale Bresciano (2017)
- Il giorno di un dio, testo e regia di Cesare Lievi, Klagenfurt (2017)
- Indemoniate, di Giuliana Musso e Carlo Tolazzi, regia di Elisabetta Pozzi e Giuliana Musso, Centro Teatrale Bresciano (2018)
- Ti ricorderai di me, di François Archambault, regia di Marco Casazza, Centro Teatrale Bresciano (2019)
- La madre della pulzella, di Jane Anderson, regia di Elisabetta Pozzi, Centro Teatrale Bresciano (2019)
- Ecuba di Marina Carr, regia di Andrea Chiodi, Centro Teatrale Bresciano (2019)
- Cita a ciegas (Confidenze fatali), di Mario Diament, regia di Andrée Ruth Shammah, Teatro Franco Parenti di Milano (2019)
- Lucia e io, di Luca Doninelli, regia di Paolo Bignamini, Centro Teatrale Bresciano (2020)
- Troiane, di Euripide, regia di Andrea Chiodi, Centro Teatrale Bresciano (2020)